# L'Été (Weingarten)
Pour les articles homonymes, voir L'Été.
L'Été est une pièce de théâtre de Romain Weingarten. Elle met en scène quatre personnages : deux chats (Moitié Cerise et Sa Grandeur d'Ail), Simon et Lorette. Elle a été représentée pour la première fois le 31 octobre 1966 au Théâtre de Poche Montparnasse dans une mise en scène de Jean-François Adam.

## Mises en scène
- 1990 : mise en scène Gildas Bourdet, Théâtre de la Salamandre, Théâtre national de la Colline en 1991